# Thalictrum ichangense
Thalictrum ichangense är en ranunkelväxtart som beskrevs av Lecoy. och Daniel Oliver. Thalictrum ichangense ingår i släktet rutor, och familjen ranunkelväxter. Utöver nominatformen finns också underarten T. i. coreanum.